# Left of the Middle
Left of the Middle is het in 1997 uitgebrachte debuutalbum van de Australische actrice en zangeres Natalie Imbruglia. Het album was een commercieel succes en bereikte in veel landen de top 10, waaronder in het Verenigd Koninkrijk en de Verenigde Staten. In Nederland en Australië bereikte het album zelfs de eerste plaats.
De eerste single Torn, die voorafgaand aan het album werd uitgebracht, werd wereldwijd een grote hit. Ook de nummers Big mistake, Smoke en Wishing I was there werden op single uitgebracht, maar behaalden minder succes dan Torn.

## Verkoopcijfers
In de Verenigde Staten kreeg het album tweemaal platina voor verkoopcijfers boven de 2 miljoen. De hoogste positie was de tiende plek in de albumlijst.
In het Verenigd Koninkrijk kreeg het album vier keer platina voor verkoopcijfers boven de 1,1 miljoen. De hoogste positie was de vijfde plek in de albumlijst.
In Australië kreeg het album vijf keer platina voor verkoopcijfers boven de 0,35 miljoen. De hoogste plaats van het album was de eerste plaats.
Volgens een redelijk nauwkeurige schatting liggen de totale verkoopcijfers van Left of the Middle rond de 6,8 miljoen wereldwijd.

## Critici
Het album kreeg zowel zeer positieve als zeer negatieve recensies. 
Allmusic gaf het album vier sterren en schreef dat het album aan de hoge verwachtingen voldeed. Imbruglia werd in dezelfde categorie geplaatst als Alanis Morissette, Sheryl Crow en Meredith Brooks, maar tegelijk werd Imbruglia's unieke experimentele geluid (met betrekking tot de elektronische geluidseffecten) hoog gewaardeerd.
Rolling Stone gaf het album twee sterren en vergeleek Imbruglia met Alanis Morissette. Deze recensent vond alleen het nummer Torn de moeite echt waard.

## Twee voorkanten
Het album heeft twee verschillende voorkanten, waarvan de voorkant met een close-up van Imbruglia's gezicht verreweg de meest verspreide is. De reden voor deze haastige verandering van hoes was dat het succes van de single Torn vrij onverwacht kwam. Een close-up van het gezicht van Imbruglia zou voor meer herkenning zorgen, zo werd geredeneerd. Dit was zo omdat de verdrietige gezichtsuitdrukking op de vernieuwde voorkant van de albumhoes en een momentopname uit de inmiddels beroemde videoclip van Torn heel overeenkomstig waren. Het moest de link tussen Torn en het album bespoedigen. De originele, moeilijker te verkrijgen hoes, laat verschillende reflecties van Imbruglia zien in een soort spiegels verspreid over een verlaten strand. De binnenkant van het album is bij beide versies hetzelfde, mogelijk door de haast om het album snel uit te brengen en het gebrek aan tijd dat daardoor was ontstaan om de rest van de binnenkant aan de nieuwe hoes aan te passen.

## Oorspronkelijke tracklist
1. Torn (4:04)
2. One More Addiction (3:31)
3. Big Mistake (4:33)
4. Leave Me Alone (4:23)
5. Intuition (3:53)
6. Smoke (4:37)
7. Pigeons and Crumbs (5:21)
8. Don't You Think? (3:55)
9. Impressed (4:48)
10. Wishing I Was There (3:23)
11. City (4:34)/City (9:34)
12. Left of the Middle (3:47)

Bij deze oorspronkelijke tracklist hoort tevens de zeldzame voorkant.

## Internationale tracklist
De meest voorkomende tracklist is als volgt:
1. Torn (4:04)
2. One More Addiction (3:31)
3. Big Mistake (4:33)
4. Leave Me Alone (4:23)
5. Wishing I Was There (3:23)
6. Smoke (4:37)
7. Pigeons and Crumbs (5:21)
8. Don't You Think? (3:55)
9. Impressed (4:48)
10. Intuition (3:53)
11. City (4:34)/City (9:34)
12. Left of the Middle (3:47)

Australische bonuseditie:
13. Tomorrow Morning (3:00)
14. Something Better (4:04)
15. Frightened Child (1:56)
16. Diving in the Deep End (3:54)
17. City" (Live in Barcelona) (5:14)
Japanse bonuseditie:
13. Frightened Child (1:56)
14. Diving in the Deep End (3:29)
Bij deze versies zijn de nummers 5 en 10 omgewisseld in vergelijking tot de oorspronkelijke editie. De exacte reden hiervoor is nooit duidelijk geworden, maar het had te maken met het besluit van Imbruglia en haar platenmaatschappij om van Wishing I was there een toekomstige single te maken.

## Overige tracks
De singles van het album hadden diverse extra nummers, bekend als B-nummers, die niet op de reguliere versie van het album te vinden zijn. Ze zijn later opgenomen of Imbruglia en haar team vonden het materiaal niet passend of kwalitatief niet goed genoeg om de albumtracklist te halen. Deze nummers zijn al volgt uitgebracht:
1. Diving In The Deep End ("Torn")
2. Frightened Child ("Torn")
3. Sometimes ("Torn")
4. Contradictions ("Torn")
5. I've Been Watching You ("Big Mistake")
6. Something Better ("Big Mistake")
7. Tomorrow Morning ("Big Mistake")
8. Why ("Wishing I Was There")

Alle overige opnamen uit dezelfde periode zijn:
1. Never Tear Us Apart (een duet met de Britse zanger Tom Jones voor zijn album Reload uit 1999)
2. Troubled By The Way We Came Together (een opname voor de soundtrack van de film Go uit 1999)
3. Identify (Stigmata Soundtrack van de film Stigmata uit 1999)
4. Torn (Mtv Unplugged Acoustic) ("Big Mistake")
5. City (Live In Barcelona) (Exclusief Australische bonuseditie)

Diverse combinaties van de bovengenoemde nummers zijn in verschillende volgorden op bonusedities van Left of the Middle te vinden.